# Zaynab bint Jahsh
Zaynab bint Jahsh (arabe : زينب بنت جحش; c. 590–641) est une cousine et l'une des femmes de Mahomet, dernier prophète de l'islam, et donc considérée par les musulmans comme une des mères des croyants (Ummahāt ul-Muʾminīn en arabe). Elle était auparavant mariée au fils adoptif de Mahomet, Zayd ibn Harithah.

## Jeunesse
Le père de Zaynab est Jahsh ibn Riyab, un homme de la tribu Asad ibn Khuzayma qui s'installa à La Mecque sous la protection du clan Umayya. Sa mère est Umayma bint Abd al-Muttalib, membre du clan Hashim de la tribu Quraysh et était l'une des sœurs du père de Mahomet. Ainsi, Zaynab et ses cinq frères et sœurs étaient les cousins de Mahomet.
La tradition musulmane dit de Zaynab qu'elle avait un caractère éruptif mais qu'elle pouvait se calmer tout aussi rapidement. Elle était tanneuse de peau et travaillait le cuir. Même lorsqu'elle n'avait plus besoin d'argent, il est dit qu'elle continua son activité professionnelle.
Elle se marie une première fois avec un homme dont le nom est inconnu mais meurt en 622. A ce moment-ci Zaynab, qui vient juste de se convertir à l'islam, est parmi ceux qui accompagnent son frère Abd-Allah lors de l'Hégire à Médine.

## Mariage avec Zayd ibn Harithah

### Circonstance du mariage
Vers 625, Mahomet propose à Zaynab d’épouser son fils adoptif Zayd ibn Harithah. Zayd est né dans le clan Kalb mais fut kidnappé alors qu'il était enfant par un trafiquant d'esclave. Il est vendu à l'un des neveux de Khadija bint Khuwaylid, qui l'offre à son nouveau mari Mahomet comme présent de mariage. Après quelques années, Mahomet s'attache à Zayd et l'adopte.
Zaynab, soutenu par son frère Abd-Allah, refuse dans un premier temps cette proposition d'union et prononce ces paroles : « Je suis une veuve du clan Quraysh ». Ainsi, les exégètes musulmans considèrent qu'elle rappelle que son statut social est trop élevé pour épouser un esclave affranchi, mais pensent aussi que c'est pour cette raison que Mahomet a précisément voulu ce mariage : 

« Le Prophète savait bien que la valeur d'une personne dépendait de sa place auprès d'Allah, plus que de son statut (social) auprès des hommes... Ce mariage se voulait une preuve que ce qui importait  n'était pas la qualité de ses ancêtres, mais plutôt la place que l'on occupait auprès d'Allah. »

D'autres y ont plutôt vu une volonté de Mahomet de renforcer la légitimité et l'égal droit des enfants adoptés vis-à-vis des enfants dits légitimes. Ainsi, Montgomery Watt y voit la haute estime que Mahomet portait à son fils adoptif Zayd.

« Elle pouvait aisément penser qu'il (Zayd) n'était pas assez bien pour elle. En outre, elle était une femme ambitieuse et aurait peut-être préféré épouser Mahomet lui-même, ou peut-être craignait-elle que Zayd ne soit pas assez proche de Mahomet ce qui l'aurait empêché de créer une alliance avec ce dernier. »

Mais quand Mahomet annonça un nouveau verset du Coran : 

« Lorsque Dieu et son ministre ont porté une loi, le fidèle ne doit plus douter. Celui qui est rebelle à Dieu et au prophète, est dans une erreur évidente. »

Zaynab accepte alors le mariage avec Zayd,. Mahomet se charge de payer la dot qui se compose de 160 dirhams en liquide, d'un manteau, d'un voile, d'une Cotte de mailles, de 50 muids de graines et de 10 muids de dattes.

### Circonstance de son divorce
Zaynab et son époux s'entendent mal : Mahomet fait de son mieux pour raccommoder le couple, d'autant que Zaïd ne veut pas divorcer par reconnaissance envers son père adoptif, qui lui dit de craindre la colère de Dieu. Les sociétés moyen-orientales interdisaient à un homme le mariage avec sa belle-fille, épouse d'un fils adoptif ou non ; le Coran  n'échappe pas à cette règle (IV, 23). Le Coran, en abolissant l'adoption (XXXIII, 4-5), fait que Zaïd ibn Muhammad redevient Zaïd ibn Haritha.
Selon la Tradition, ce mariage dure moins de deux ans et Zaïd choisit de divorcer en décembre 626, poussé par Mahomet dans ce sens.  Cet évènement serait raconté dans le Coran :

« Et lorsque Dieu et Son Prophète décrètent quelque chose, aucune alternative n’est laissée au croyant ou à la croyante. Celui qui Lui désobéit ainsi qu’à Son prophète, celui-là sera égaré de manière explicite. Et quand tu dis à celui qu’Allah a comblé de Ses bienfaits et que tu as toi-même entouré de ta sollicitude : Garde auprès de toi ton épouse et crains Allah, tu préserves ainsi en toi-même ce que le Seigneur veut rendre public. Tu redoutes l’opinion des gens, alors que c’est Allah que tu devrais redouter. Quand Zaïd s’est séparé d’elle, Nous te l’avons donnée en mariage de façon que cela ne soit plus une contrainte pour les croyants qui veulent épouser les femmes de leurs fils adoptifs lorsqu’elles sont abandonnées. Toute décision d’Allah doit être suivie d’effet. Le Prophète ne doit pas éprouver de malaise quant à l’obligation qui lui a été faite par Allah. Telle est la bonne conduite qui s’applique à ceux qui ont précédé, tandis que le décret d’Allah est établi de manière équilibrée. »

— Coran, XXXIII, 36-38 ; trad. M. Chebel.

#### Historicité de l'événement
La compréhension du contexte de la sourate est complexe. Elle est particulière en ce qu'elle évoque un événement historique précis et par l'évocation d'un contemporain de Mahomet. Bien que aucune preuve tangible ne viennent soutenir cette thèse, David S. Powers considère ainsi que les versets 36-40 sont des ajouts « de la génération suivant la mort du Prophète ». Ce passage a été élaboré à partir de plusieurs récits bibliques. La trame du récit autour de Zaynab et de Zayd est ainsi fournie par le récit de David et de Bethsabée. Pour Powers, la majeure partie de l'histoire de Zayd appartient au monde des légendes. Les hadiths qui permettent la contextualisation de cette sourate « n'ont pas pu être fabriqués plus tôt que la fin du premier siècle de l'hégire, c'est-à-dire sous le califat de Abd al-Malik ».

## Mariage avec Mahomet

### Préparation du mariage
Une période intermédiaire étant requise entre un divorce et un nouveau mariage, Mahomet épouse Zaynab le 27 mars 627. Il vient dans sa maison alors qu'elle ne s'y attendait pas, et qu'elle était seule. Elle lui demande : « Est-ce que ça va se passer ainsi, sans aucun témoin ni tuteur (wali) pour notre union? » Mahomet répond alors « Allah est le témoin et Gabriel le tuteur »,.
Mahomet donne à Zaynab une dot de 400 dirhams. Plus tard, il organise un banquet de mariage pour elle et égorge un mouton. Anas ibn Malik rapporte qu'il y avait plus de soixante-dix invités, et qu'aucune autre femme du prophète n'avait eu le droit à une cérémonie d'une telle ampleur,.

## Mort
Zaynab meurt durant le califat d'Omar à l'été 641, devenant la première veuve de Mahomet à mourir après lui. Elle avait alors 53 ans.